# تايغر إير أستراليا
تايغر إير أستراليا، كانت شركة طيران منخفضة التكلفة أسترالية. تأسست الشركة على يد تايغر إيرويز القابضة، وبدأت تشغيل رحلاتها في السوق المحلية يوم 23 نوفمبر 2007 تحت اسم تايغر إيرويز أستراليا. أصبحت لاحقًا شركة فرعية تابعة لـفيرجن أستراليا القابضة.
في 25 مارس 2020، أوقفت الشركة جميع عملياتها نتيجة جائحة كوفيد-19. وبعد دخول فيرجن أستراليا في إدارة طوعية وبيعها لاحقًا، أكدت الشركة المالكة الجديدة بين كابيتال أن علامة تايغر إير التجارية ستُلغى.